# Особняк Месаксуди
Дом Месаксуди — особняк парадного типа в стиле модерн конца 19 века с двухэтажным флигелем; построен табачным фабрикантом Петром Константиновичем Месаксуди, который происходил из семьи греческих переселенцев. Сегодня помещения здания занимает один из старейших археологических музеев Крыма — Керченский историко-археологический музей. Памятник архитектуры находится в городе Керчь по адресу ул. Свердлова, 16.

## История
В 1893 году Константин Иванович Месаксуди приобрел место по ул. Босфорской (ныне ул. Свердлова, 22) и построил двухэтажный особняк, который позднее перешел во владение сына — Петра Константиновича (ныне в этом здании располагается  Керченский историко-археологический музей).
Он происходил из семьи греческих переселенцев из Османской империи. В Крыму он открыл табачные фабрики, магазины и больницу, был одним из богатейших жителей Керчи. Архитектор при строительстве виллы использовал стиль модерн, что внешне придавало строению сходство с английским замком. После смерти Месаксуді вся собственность досталась его девятерым детям. Сын Петр получил этот дом и несколько фабрик в разных точках Крыма общей площадью около 145 тыс. м2. В 1920 году имение было национализировано и в 1922 году решением Керченского ревкома передано керченскому музею.

## Современный этап
Как и в прошлом, сегодня дом находится в центральной части города, выделяется своей архитектурой, имеет большие комнаты, подвальный этаж со сводами, внутренний дворик и дополнительные здания — все это отвечает потребностям главного научно-культурного учреждения города, Керченского историко-археологического музея.